# 이석재 (1918년)
이석재(李錫載, 1918년 ~ 1993년)은 대한민국의 조직폭력배이다. 단성사 저격 사건에서 김동진을 직접 저격했다. 이정재 밑에서 일했으나, 그가 사형을 당한 후 조직폭력배 일을 그만두었다. 1988년에 유지광이 죽자 그의 장례식에 참석했다.

## 이석재가 등장한 작품
- 《제1공화국》(1981) (배우: 이종환)
- 《무풍지대》(1989) (배우: 백인철)
- 《야인시대》(2002) (배우: 손호균)